# Matriz normal
Sea A matriz compleja cuadrada, entonces es una matriz normal si y solo si
{\displaystyle A^{*}A=AA^{*}\,}
donde A* es la matriz traspuesta conjugada de A (también llamado hermitiano)

## Ejemplos
Esta matriz de orden 2 es normal.
{\displaystyle {\begin{pmatrix}-i&-i\\-i&i\end{pmatrix}}}
debido a que ..
{\displaystyle {\begin{pmatrix}-i&-i\\-i&i\end{pmatrix}}{\begin{pmatrix}-i&-i\\-i&i\end{pmatrix}}^{*}={\begin{pmatrix}-i&-i\\-i&i\end{pmatrix}}{\begin{pmatrix}i&i\\i&-i\end{pmatrix}}}
{\displaystyle ={\begin{pmatrix}2&0\\0&2\end{pmatrix}}={\begin{pmatrix}i&i\\i&-i\end{pmatrix}}{\begin{pmatrix}-i&-i\\-i&i\end{pmatrix}}={\begin{pmatrix}-i&-i\\-i&i\end{pmatrix}}^{*}{\begin{pmatrix}-i&-i\\-i&i\end{pmatrix}}}

## Propiedades
Una importante propiedad de este tipo de matrices es que son diagonalizables.

### Demostración
Sea A matriz compleja cuadrada normal. Entonces puede expresarse, utilizando la descomposición de Schur, de esta manera:
{\displaystyle A=QUQ^{*}}

Demostraremos que la matriz U es diagonal, por ahora solo sabemos que es triangular superior.
Formalmente, definimos estas condiciones con números, ya que serán usadas en la demostración: 
- {\displaystyle a_{k1}=0} {\displaystyle \forall k=2,..,n} (1)
- {\displaystyle a_{k2}=0} {\displaystyle \forall k=3,..,n} (2)
- {\displaystyle a_{kn-1}=0} {\displaystyle con\,\,k=n} (n-1)

Usando el hecho que A es normal:
{\displaystyle A^{*}A=(QUQ^{*})^{*}(QUQ^{*})=QU^{*}(Q^{*}Q)_{(a)}UQ^{*}=QU^{*}UQ^{*}}
Idénticamente.
{\displaystyle (QUQ^{*})(QUQ^{*})^{*}=QUU^{*}Q^{*}}
Postmultiplicando por {\displaystyle Q} y luego premultiplicando por {\displaystyle Q^{*}} obtenemos: {\displaystyle U^{*}U=UU^{*}}
Lo cual da lugar a estas dos multiplicaciones matriciales:
{\displaystyle {\begin{matrix}&&{\begin{bmatrix}a_{11}&a_{12}&\cdots &a_{1n}\\0&a_{22}&\cdots &a_{2n}\\\vdots &&\ddots &\vdots \\0&\cdots &0&a_{nn}\end{bmatrix}}\\U^{*}U={\begin{bmatrix}{\overline {a_{11}}}&0&\cdots &0\\{\overline {a_{12}}}&{\overline {a_{22}}}&\cdots &0\\\vdots &&\ddots &\vdots \\{\overline {a_{1n}}}&\cdots &{\overline {a_{n-1n}}}&{\overline {a_{nn}}}\end{bmatrix}}&&\end{matrix}}}

{\displaystyle {\begin{matrix}&&{\begin{bmatrix}{\overline {a_{11}}}&0&\cdots &0\\{\overline {a_{12}}}&{\overline {a_{22}}}&\cdots &0\\\vdots &&\ddots &\vdots \\{\overline {a_{1n}}}&\cdots &{\overline {a_{n-1n}}}&{\overline {a_{nn}}}\end{bmatrix}}\\UU^{*}={\begin{bmatrix}a_{11}&a_{12}&\cdots &a_{1n}\\0&a_{22}&\cdots &a_{2n}\\\vdots &&\ddots &\vdots \\0&\cdots &0&a_{nn}\end{bmatrix}}&&\end{matrix}}}

Para nuestros propósitos, nos interesan los elementos de las diagonales.
{\displaystyle (U^{*}U)_{ii}=\sum _{j=1}^{n}{a_{ij}\cdot {\overline {a_{ji}}}}=\sum _{j=1}^{n}{\|a_{ij}\|^{2}}}

{\displaystyle (UU^{*})_{ii}=\sum _{j=1}^{n}{{\overline {a_{ij}}}\cdot a_{ji}}=\sum _{j=1}^{n}{\|a_{ji}\|^{2}}}
Ahora utilizamos un procedimiento inductivo para probar que esta matriz producto es diagonal (sus elementos son ceros fuera de la diagonal principal)
- Caso i=1: {\displaystyle (U^{*}U)_{11}=(UU^{*})_{11}}

{\displaystyle \sum _{j=1}^{n}{\|a_{1j}\|^{2}}=\sum _{j=1}^{n}{\|a_{j1}\|^{2}}}

Separamos el elemento diagonal de las sumatorias.
{\displaystyle \|a_{11}\|^{2}+\sum _{j=2}^{n}{\|a_{1j}\|^{2}}=\|a_{11}\|^{2}+\sum _{j=2}^{n}{\|a_{j1}\|^{2}}}

Usando (1)
{\displaystyle \sum _{j=2}^{n}{\|a_{1j}\|^{2}}=0}
Por lo tanto, {\displaystyle a_{1j}=0} {\displaystyle \forall j=2,..,n}